# Wuluo (köpinghuvudort i Kina, Hubei Sheng, lat 30,98, long 113,81)
Wuluo (kinesiska: 伍洛, 伍洛镇) är en köpinghuvudort i Kina. Den ligger i provinsen Hubei, i den centrala delen av landet, omkring 64 kilometer nordväst om provinshuvudstaden Wuhan. Antalet invånare är 35 006. Befolkningen består av 16 755 kvinnor och 18 251 män. Barn under 15 år utgör 14,0 %, vuxna 15-64 år 75 %, och äldre över 65 år 10,0 %.
Runt Wuluo är det tätbefolkat, med 881 invånare per kvadratkilometer. Närmaste större samhälle är Xiaogan, 12,6 km sydost om Wuluo. Trakten runt Wuluo består till största delen av jordbruksmark.
Genomsnittlig årsnederbörd är 1 441 millimeter. Den regnigaste månaden är juli, med i genomsnitt 203 mm nederbörd, och den torraste är december, med 19 mm nederbörd.